# Parnassia delavayi
Parnassia delavayi är en benvedsväxtart som beskrevs av Adrien René Franchet. Parnassia delavayi ingår i släktet Parnassia och familjen Celastraceae. Inga underarter finns listade.